# Línea 409 (Santiago de Chile)
La Línea 409 de Red (anteriormente llamado Transantiago) une el sector de Estación Mapocho con la Plaza San Enrique, transitando por la Autopista Costanera Norte y la Av. Presidente Kennedy.
La 409 es uno de los recorridos principales del sector centro de Santiago, así como también de acceso al Metro Puente Cal y Canto, acercándolos en su paso, también a la Avenida Kennedy y a través de la Avenida Raúl Labbe.
Formó parte de la Unidad 4 de  Red, operada por Voy Santiago, correspondiéndole el color naranjo a sus buses. El 18 de febrero de 2023, el recorrido es traspasado a la Unidad de servicios 5 de Red operado por STU Santiago con los buses rojos.

## Flota
El 409 opera con buses de chasis Scania, entre los cuales se cuenta el articulado K320UB, de 18,5 metros de largo y con capacidad de 160 personas aproximadamente. También figura en su flota el bus rígido de chasis Scania K280UB, de 12 metros con capacidad cercana a las 90 personas. Todos estos buses son carrozados por Caio, con el modelo Mondego (rígido y articulado).
Desde el traspaso a la empresa operadora STU, se trabaja con los mismos rigidos chasis Scania K280UB provenientes de Voy Santiago, buses articulados de chasis Mercedes Benz O-500UA, tambien de carroceria Caio, y se agrega el bus electrico Foton U12, lo cual ha permitido tener variedad de modelos al servicio. Todos los buses del servicio son estándar Red.

## Historia
La 409 inició sus operaciones junto con el plan Transantiago el 10 de febrero de 2007. En ese instante, operaba con buses "enchulados", la mayoría heredados de empresas de micros amarillas cuyos terminales estaban cercanos a la Estación Mapocho. 
Posteriormente la flota de buses antiguos fue reemplazada paulatinamente entre 2007 y 2009 por flota estándar Transantiago. Junto con lo anterior, se realizó una modificación de su trazado, extendiéndose desde el sector de Cantagallo hasta la Plaza San Enrique.

## Trazado

### 409 Mapocho - Plaza San Enrique
| - Comuna de Santiago - Cardenal José Maria Caro - Balmaceda - San Martín - Santo Domingo - Av. Manuel Rodriguez - Autopista Central - Costanera Norte - Comuna de Providencia - Costanera Norte - Av. Santa María - Comuna de Vitacura - Av. Presidente Kennedy - Comuna de Las Condes - Av. Las Condes - Nueva Las Condes - San Francisco de Asís - Camino de Asis - Comuna de Lo Barnechea - Raul Labbé | - Comuna de Lo Barnechea - Av. Las Condes - Comuna de Las Condes - Av. Las Condes - Comuna de Vitacura - Av. Presidente Kennedy - Comuna de Providencia - Los Conquistadores - El Cerro - Bellavista - Comuna de Santiago - Bellavista - Av. Recoleta |

## Puntos de interés
- Metro Puente Cal y Canto
- Clínica Indisa Consultas
- Mall Parque Arauco
- Clínica Tabancura